# Alain Beyneix
Alain Beyneix, né le 7 avril 1972 à Agen, est un archéologue et préhistorien français,.

## Biographie
Alain Beyneix est docteur en préhistoire, enseignant et chercheur associé à l’UMR 7194 du CNRS et du Muséum national d'histoire naturelle,. Il a exercé durant plusieurs années une charge de cours à l'Université Bordeaux-Montaigne et fut un temps conservateur des antiquités et objets d'art du département de Lot-et-Garonne,. 
Élève de Jean Guilaine puis de Henry de Lumley qui fut son directeur de thèse, il est l'auteur de nombreux articles et notes dans des revues scientifiques ainsi que de comptes rendus et recensions dans L'Anthropologie, Archéologia et Le Festin. Il a publié une douzaine de livres (la plupart préfacés par des savants ou des personnalités de premier plan) principalement consacrés aux sépultures et aux comportements funéraires au Néolithique, à l’archéologie préhistorique sous la Troisième République ou encore à la question du faux en archéologie. 
En 1990, alors qu'il était encore lycéen, il a contribué à la fouille, au relevé et à l'interprétation de la tombe à char celtique de Boé. Il n'a cessé depuis de s'investir dans la valorisation scientifique de cette découverte archéologique exceptionnelle. 
Il a par ailleurs écrit trois ouvrages sur le village d’Astaffort où plongent ses racines familiales. Il y a activement œuvré pour que la Maison de santé pluridisciplinaire porte le nom du professeur Jules Gavarret, et que celui d'Alain Aspect soit donné à l'école publique. Il fut un ami de l'éditeur Jacques Sadoul avec qui il partageait le goût de la bibliophilie.
Il a été convié à l'antenne de France Culture (Le Salon noir et Carbone 14), de France Bleu Périgord (Sur les traces de la Préhistoire,) ou encore de France Bleu Hérault (Les invités du 16/18). 
Il a donné des conférences dans divers établissements ou institutions prestigieux comme le Collège de France (chaire de paléoanthropologie du professeur Jean-Jacques Hublin),, ou la School of archaeology de l'Université d'Oxford. Il a pu également intervenir au musée du Quai Branly - Jacques-Chirac à Paris, au musée d'Archéologie nationale de Saint-Germain-en-Laye, au musée national de Préhistoire, au musée d'Aquitaine de Bordeaux, au musée des Beaux-Arts d'Agen, au musée archéologique d'Éauze, au musée de l'Homme de Néandertal de La Chapelle-aux-Saints, au château Carbonnieux (pour l'association Aquitaine historique), à l'ancienne sous-préfecture de Nérac (pour l'association William Blake France),,, aux Archives départementales du Gers,,, à l'Académie d'Agen,,, à la Maison de l'archéologie de l'Université Bordeaux-Montaigne ou encore à l'Université de Fribourg-en-Brisgau.
Il participe à des comités de lecture de revues scientifiques internationales : Les Nouvelles de l'archéologie (France), International Journal of Osteoarchaeology (Royaume-Uni), Quarternary International (Pays-Bas) et Organon (Académie polonaise des sciences).
Il est régulièrement invité à accorder des séances de dédicaces en librairies,,, en médiathèques,, lors de salons du livre ou de forums littéraires,.

## Distinctions
- Officier de l'ordre des Palmes académiques (en 2025, chevalier en 2014)[51],[52]
- Chevalier de l'ordre des Arts et des Lettres (en 2020)[53],[54]
- Médaille de la ville de Boé (en 2018)
- Médaille d'honneur du Souvenir français (en 2014)[55]

## Publications

### Livres
- Fauillet-Lagravière. Une nécropole à incinération protohistorique en Agenais (avec Alain Dautant et Yves Marcadal[56],[57]) (préf. Jean Clottes), Préhistoire Quercinoise, 1995, 109 p.
- Les cultures de l’Âge du bronze en pays de Moyenne-Garonne (préf. Jean Guilaine), Éditions Mergoil, 1997, 170 p.[58]Prix Luxembourg de l'Académie d'Agen 1997.
- Astaffort et son histoire à travers les cartes postales anciennes (avec Georges Lasserre), CTR éditions, 1999, 94 p.
- Traditions funéraires néolithiques en France méridionale (préf. Jean Courtin), Éditions Errance, 2003, 288 p.[59]
- La France des mégalithes, Éditions Alan Sutton, 2004, 128 p. [60]
- La Belle Époque de l'archéologie, Éditions Alan Sutton, 2005, 128 p.
- Monuments mégalithiques en Aquitaine (préf. Jean-Pierre Mohen), Éditions Alan Sutton, 2009, 96 p.Prix Lauzun-Bonnat de l'Académie d'Agen 2010.
- Le vieil Astaffort (préf. Francis Cabrel), Éditions Alan Sutton, 2009, 96 p.
- Les combats d’Astaffort du 13 juin 1944 (préf. Henri Caillavet), Atlantica, 2011, 64 p.[61],[62]
- L’enfant et la mort dans l’Occident néolithique (préf. Primitiva Bueno Ramirez), Éditions Errance, 2018, 152 p.[63],[64]
- Préhistoire & archéologie. Regards en noir et blanc (préf. Dominique Garcia), Éditions Sutton, 2020, 210 p.[65]
- Les pérégrinations archéologiques de Paul Camichel (préf. Alain Schnapp), Éditions Jérôme Millon, 2023, 144 p.[66],[67]
- La " tombe de chef " de Pauilhac. Une mystification archéologique ? (préf. Wiktor Stoczkowski), Éditions Jérôme Millon, 2024, 138 p.[68],[69],[70]Prix Pierre Dumont de la Société archéologique du Gers 2024.
- Villégiatures singulières en terres méridionales (préf. Jean-Jacques Hublin), Éditions Le Bord de l'eau - Le Festin, 2025, 152 p.[71]

### Livres en participation
- Sticks, Stones & Broken Bones: Neolithic Violence in a European Perspective, edited by Rick Schulting and Linda Fibiger, Oxford University Press, 2012 (Chapter 12. Neolithic violence in France: an overview)[72].